# Casa Salvador Clavell Morató
La Casa Salvador Clavell Morató és una obra modernista de Cardedeu (Vallès Oriental) inclosa a l'Inventari del Patrimoni Arquitectònic de Catalunya.

## Descripció
Habitatge entre mitgeres, de façana simètrica, amb planta baixa, pis i golfa. Presenta tres obertures a la planta baixa i dos al pis: un balcó corregut amb finestres de llinda plana, travessades per un fris de rajoles de color verd. El ràfec està travessat per tres potents elements (modillons) verticals.
Alternança de colors en la composició de la façana: verd de les rajoles, gris dels elements estructurals i blanc de l'arrebossat.
Els materials emprats són l'estucat, rajoles i reixat a la balconada. El reixat és molt simple, jugant amb elements vegetals estilitzats.
Correspon a la primera època modernista de Raspall.

## Història
Diu en T. Balvey que el carrer Montseny és "totalment modern" i que hi comença a edificar en Ferran Sotero el 1907. Tres anys després, en Salvador Clavell i Morató s'hi feu aquesta casa, de la mà del mateix arquitecte que li va fer el magatzem, en M. J. Raspall. La casa té un jardí-hort força gran al darrere.
La situació de la casa està en la línia d'expansió del nucli urbà, seguint els nous vials de comunicació que es crearan a principis de segle.